# Susan Pedersen
Susan Pedersen, coneguda com a Sue Pedersen, (Sacramento, Estats Units 1953) és una nedora nord-americana, ja retirada, guanyadora de quatre medalles olímpiques.

## Biografia
Va néixer el 16 d'octubre de 1953 a la ciutat de Sacramento, població situada a l'estat de Califòrnia.

## Carrera esportiva
Va participar, als 14 anys, als Jocs Olímpics d'Estiu de 1968 realitzats a Ciutat de Mèxic (Mèxic), on va aconseguir guanyar la medalla d'or en les proves dels relleus 4x100 metres lliures i en els relleus 4x100 metres estils, on l'equip nord-americà establiren sengles rècords olímpics amb uns temps de 4:02.5 m. i 4:28.3 minuts respectivament, així com la medalla de plata en els 100 metres lliurse i 200 metres estils. També participà en els 400 metres estils, on finalitzà en quarta posició, aconseguint així un diploma olímpic.
Al llarg de la seva carrera guanyà tres medalles en els Jocs Panamericans, totes elles de plata.